# (91429) Michelebianda
(91429) Michelebianda est un astéroïde de la ceinture principale.

## Description
(91429) Michelebianda est un astéroïde de la ceinture principale. Il fut découvert le 30 août 1999 à Gnosca par Stefano Sposetti. Il présente une orbite caractérisée par un demi-grand axe de 2,74 UA, une excentricité de 0,22 et une inclinaison de 10,6° par rapport à l'écliptique.

## Compléments